# Super Street Fighter II
Super Street Fighter II: The New Challengers (スーパーストリートファイターⅡ -The New Challengers-?) är ett man mot man-fighting utvecklat och utgivet av Capcom 1993, ursprungligen som arkadspel. Spelet är det fjärde Street Fighter II-spelet.

## Handling
Spelet innehåller fyra nya figurer, samt möjligheten att välja mellan olika färger på sin figur.
De nya figurerna är indiankrigaren T. Hawk från Mexiko, 19-åriga kvinnliga specialagenten Cammy från England, filmstjärnan Fei Long från Hongkong och kickboxaren-musikern Dee Jay från Jamaica. Även slutbossarna är spelbara.

### Fotnoter
1. ↑  IGN Staff. ”IGN Presents the History of Street Fighter”. IGN. http://uk.ign.com/articles/2009/02/16/ign-presents-the-history-of-street-fighter?page=3. Läst 13 juni 2014.